# Crodo
Crodo – miejscowość i gmina we Włoszech, w regionie Piemont, w prowincji Cusio Ossola.
Według danych na rok 2004 gminę zamieszkiwały 1484 osoby, 24,3 os./km².